# アンドレ・グレイ
アンドレ・グレイ（英語: Andre Gray, 1991年6月26日 - ）は、イングランド・ウルヴァーハンプトン出身のサッカー選手。ジャマイカ代表。ポジションはFW。

## 経歴

### クラブ
シュルーズベリー・タウンFCの下部組織出身。2009年にトップチームに昇格するが、すぐにレンタル移籍で放出された。2010年にヒンクリー・ユナイテッドFCにレンタル移籍すると、29得点を挙げてFWとしての才能が開花。ルートン・タウンFCやブレントフォードFCでもストライカーとして活躍した。
2015年8月21日、チャンピオンシップへ降格したバーンリーFCに完全移籍。サム・ヴォークスとコンビを組んで主力として活躍し、リーグ優勝およびプレミアリーグ昇格に貢献。自身は23得点を記録しリーグ得点王に輝いた。
2017年8月9日、ワトフォードFCへ移籍することが発表された、5年契約で、移籍金はクラブ史上最高額となっている。

### 代表
2012年から2014年までイングランド代表のCチームに招集され、6試合で2得点を記録した。
2021年3月、ジャマイカ代表に選出された。3月25日のアメリカ代表戦で代表初出場を果たした。

## 人物・エピソード
- 2020年5月28日、リトル・ミックスのリー・アン・ピノックと結婚した[3]。
- 祖父を非常に尊敬している。
- 2011年ごろに、暴力関係の事件に巻き込まれ、顔に長さ4インチの深い傷を負ってしまった。

## タイトル

### クラブ
ルートン・タウン
- カンファレンス・ナショナル : 2013-14

バーンリー
- フットボールリーグ・チャンピオンシップ : 2015-16